# Shō Ken
Shō Ken (尚 賢, 1625–1647) est le 9e souverain du royaume de Ryūkyū. Il règne de 1641 à 1647.
Shō Ken est le 3e fils de Shō Hō. Il a deux frères ainés appelés Shō Kyō (尚恭) et Shō Bun (尚文), mais les deux meurent avant son père. Shō Ken devient l'héritier présomptif du royaume, et reçoit les magiri de Kumejima et Nakagusuku pour domaines. Après la mort de Shō Hō, Shō Ken est intronisé roi. 
De nombreuses balises sont construites durant son règne. 

## Source de la traduction
- (en) Cet article est partiellement ou en totalité issu de l’article de Wikipédia en anglais intitulé « Shō Ken » (voir la liste des auteurs).